# Ligne Sangi
La ligne Sangi (三岐線, Sangi-sen) est une ligne ferroviaire de la compagnie Sangi Railway, dans la préfecture de Mie au Japon. Elle relie la gare de Kintetsu-Tomida à Yokkaichi à la gare de Nishi-Fujiwara à Inabe.

## Histoire
La ligne ouvre le 23 juillet 1931 entre Tomida et Higashi-Fujiwara. Elle atteint Nishi-Fujiwara en décembre de la même année.

## Caractéristiques

### Ligne
- Longueur : 26,5 km
- Ecartement : 1 067 mm
- Alimentation : 1 500 Vcc
- Nombre de voies : Voie unique

### Liste des gares
| Gare                   | Nom japonais   | Distance (km) | Correspondances                               | Localisation |
| ---------------------- | -------------- | ------------- | --------------------------------------------- | ------------ |
| Kintetsu-Tomida        | 近鉄富田       | 0             | Kintetsu : Nagoya JR West : Kansai (à Tomida) | Yokkaichi    |
| Ōyachi                 | 大矢知         | 2,6           |                                               | Yokkaichi    |
| Heizu                  | 平津           | 4,2           |                                               | Yokkaichi    |
| Akatsuki Gakuenmae     | 暁学園前       | 5,4           |                                               | Yokkaichi    |
| Yamajō                 | 山城           | 7,1           |                                               | Yokkaichi    |
| Hobo                   | 保々           | 9,6           |                                               | Yokkaichi    |
| Hokusei Chūō Kōenguchi | 北勢中央公園口 | 11,3          |                                               | Yokkaichi    |
| Umedoi                 | 梅戸井         | 13,2          |                                               | Inabe        |
| Daian                  | 大安           | 15,4          |                                               | Inabe        |
| Misato (ja)            | 三里           | 17,2          |                                               | Inabe        |
| Nyūgawa                | 丹生川         | 19,7          |                                               | Inabe        |
| Isehatta               | 伊勢治田       | 20,9          |                                               | Inabe        |
| Higashi-Fujiwara       | 東藤原         | 23,2          |                                               | Inabe        |
| Nishi-Nojiri           | 西野尻         | 25,4          |                                               | Inabe        |
| Nishi-Fujiwara         | 西藤原         | 26,5          |                                               | Inabe        |